# دفع الله المصوبن
الشيخ دفع الله المصوبن ( 1591 - 1683م )، هو دفع الله بن محمد أبو إدريس بن دفع الله بن السيد مقبل، أشتهر بأسم دفع الله المصوبن، من أشهر مشائخ الطريقة القادرية العركية وينحدر من قبيلة العركيين، وقد عرف عنه الورع والزهد والمعرفة بعلوم الشريعة الإسلامية.

## ميلاده ونشأته
ولد بمنطقة ضباب (جنوب غرب طابت قُرب قرية فطيس بالجزيرة) في عام 1591م/1000هـ، وأمه فاطمة بنت حسين بنت الحاج سلامة الضبابي. حفظ القرآن على أبيه الشيخ محمد أبو إدريس وسلّكه الطريق وأرشده، وقرأ كتاب خليل في الفقه على يد الشيخ إبراهيم الفرضي وختم عند الشيخ صغيرون.